# Nalongo and Nupani
Nalongo and Nupani es un pequeño atolón en el suroeste del Océano Pacífico. Tiene un arrecife de coral que rodea totalmente una laguna de 6 km de ancho. La isla Nupani, también llamada Nimba, está habitada por unas 100 personas, mientras que Nalongo no tiene alojamiento permanente. Administrativamente, el atolón pertenece a la provincia de Temotu de las Islas Salomón.